# 国際連合安全保障理事会決議159
国際連合安全保障理事会決議159（英: United Nations Security Council Resolution 159,UNSCR159）は、1960年9月28日に全会一致で採択された国連安全保障理事会決議。マリ共和国の国連加盟申請を検討した後、同国の加盟承認を総会に勧告した。
なお、同日にセネガル共和国も国連加盟の承認に関する決議の採択があり、かつて1960年8月20日にマリ連邦が崩壊するまで、国際連合安全保障理事会決議139にてマリ連邦の下で国連加盟を承認されていた。